# Скотт Міллер (плавець)
Скотт Міллер (англ. Scott Miller, 21 лютого 1975) — австралійський плавець.
Призер Олімпійських Ігор 1996 року.
Чемпіон світу з плавання на короткій воді 1995 року.
Переможець Пантихоокеанського чемпіонату з плавання 1995 року, призер 1993 року.
Переможець Ігор Співдружності 1994 року.